# Ascoli Calcio 1898 1986-1987
Questa voce raccoglie le informazioni riguardanti l'Ascoli Calcio 1898 nelle competizioni ufficiali della stagione 1986-1987.

## Stagione
Nella stagione 1986-1987 l'Ascoli ottiene una sofferta salvezza, raccogliendo 24 punti. Disastroso il girone di andata ascolano, chiuso all'ultimo posto con 8 punti in classifica, nel girone di ritorno ha raddoppiato il bottino, portando a casa 16 punti, gettando con questo recupero le premesse del mantenimento della massima categoria. L'Ascoli è partito dalla Coppa Italia con l'allenatore Aldo Sensibile, poi in campionato, dopo la sconfitta interna con la Fiorentina (0-1) del 9 novembre 1986, ha scelto di affidarsi ad Ilario Castagner che ha pilotato la squadra nella vittoria in Mitropa Cup, e poi alla salvezza in campionato. Il miglior marcatore bianconero di stagione è stato Massimo Barbuti con 5 reti. 
Nella Coppa Italia l'Ascoli disputa il quarto girone di qualificazione, che promuove agli ottavi di finale il Parma ed il Milan. Avendo vinto il campionato cadetto la stagione scorsa, l'Ascoli ha disputato e anche vinto la Mitropa Cup, un trofeo continentale che si disputa dal 1927, al quale hanno partecipato squadre in rappresentanza di Cecoslovacchia, Italia, Jugoslavia ed Ungheria. In finale il 16 novembre 1986 l'Ascoli ha battuto (1-0) il Bohemians Praga.

## Rosa

Il neoacquisto Andrea Pazzagli, partito come dodicesimo, subentra a Roberto Corti già nell'esordio in campionato a San Siro (nella foto), e nel prosieguo della stagione ottiene la titolarità della porta ascolana.

| N. |                   | Ruolo | Calciatore         |
| -- | ----------------- | ----- | ------------------ |
|    | Italia (bandiera) | P     | Roberto Corti      |
|    | Italia (bandiera) | P     | Luigi Muraro       |
|    | Italia (bandiera) | P     | Andrea Pazzagli    |
|    | Italia (bandiera) | D     | Paolo Agabitini    |
|    | Italia (bandiera) | D     | Silvano Benedetti  |
|    | Italia (bandiera) | D     | Giuseppe Carillo   |
|    | Italia (bandiera) | D     | Catello Cimmino    |
|    | Italia (bandiera) | D     | Antonio Dell'Oglio |
|    | Italia (bandiera) | D     | Flavio Destro      |
|    | Italia (bandiera) | D     | Antonio Gaspari    |
|    | Italia (bandiera) | D     | Carlo Perrone      |
|    | Italia (bandiera) | D     | Vittorio Pusceddu  |

| N. |                       | Ruolo | Calciatore            |
| -- | --------------------- | ----- | --------------------- |
|    | Italia (bandiera)     | C     | Domenico Agostini     |
|    | Italia (bandiera)     | C     | Fulvio Bonomi         |
|    | Irlanda (bandiera)    | C     | Liam Brady            |
|    | Italia (bandiera)     | C     | Maurizio Giovannelli  |
|    | Italia (bandiera)     | C     | Giuseppe Greco        |
|    | Italia (bandiera)     | C     | Giuseppe Iachini      |
|    | Italia (bandiera)     | C     | Alberto Marchetti     |
|    | Jugoslavia (bandiera) | C     | Aleksandar Trifunović |
|    | Italia (bandiera)     | A     | Massimo Barbuti       |
|    | Italia (bandiera)     | A     | Lorenzo Scarafoni     |
|    | Italia (bandiera)     | A     | Francesco Vincenzi    |

## Risultati

### Serie A

#### Girone di andata
| Arbitro: | Lombardo (Marsala) |

|  |           |             |
|  | Marcatori | 19’ Barbuti |

| Arbitro: | Coppetelli (Tivoli) |

|  |           |             |
|  | Marcatori | 54’ Zennaro |

| Arbitro: | Magni (Bergamo) |

|  |           |                          |
|  | Marcatori | 28’ G. Greco 83’ Barbuti |

| Arbitro: | Luci (Firenze) |

|  |           |             |
|  | Marcatori | 66’ Alessio |

| Bergamo 12 ottobre 1986 5ª giornata | Atalanta           | 0 – 0 referto | Ascoli | Stadio Comunale\| Arbitro: \| Sguizzato (Verona) \| |
| Arbitro:                            | Sguizzato (Verona) |               |        |                                                     |

| Arbitro: | Casarin (Milano) |

|  |           |                                                          |
|  | Marcatori | 24’, 62’ M. Briaschi 70’ Buso 72’ I. Bonetti 80’ Platini |

| Ascoli Piceno 26 ottobre 1986 7ª giornata | Ascoli           | 0 – 0 referto | Como | Stadio Cino e Lillo Del Duca\| Arbitro: \| D'Elia (Salerno) \| |
| Arbitro:                                  | D'Elia (Salerno) |               |      |                                                                |

| Arbitro: | Pezzella (Frattamaggiore) |

|                             |           |  |
| Chierico 7’ Zanone 15’, 20’ | Marcatori |  |

| Arbitro: | Magni (Bergamo) |

|  |           |            |
|  | Marcatori | 62’ Oriali |

| Arbitro: | Baldas (Trieste) |

|                           |           |                |
| Verza 41’ De Agostini 83’ | Marcatori | 87’ G. Iachini |

| Arbitro: | Luci (Firenze) |

|            |           |  |
| Cerezo 88’ | Marcatori |  |

| Arbitro: | Lanese (Messina) |

|              |           |          |
| Vincenzi 75’ | Marcatori | 76’ Nela |

| Arbitro: | Lombardo (Marsala) |

|                                            |           |  |
| Altobelli 24’ Rummenigge 31’ G. Baresi 88’ | Marcatori |  |

| Ascoli Piceno 4 gennaio 1987 14ª giornata | Ascoli                    | 0 – 0 referto | Brescia | Stadio Cino e Lillo Del Duca\| Arbitro: \| Pezzella (Frattamaggiore) \| |
| Arbitro:                                  | Pezzella (Frattamaggiore) |               |         |                                                                         |

| Arbitro: | Magni (Bergamo) |

|                                  |           |  |
| Muro 58’ F. Romano 67’ Bagni 86’ | Marcatori |  |

#### Girone di ritorno
| Arbitro: | Longhi (Roma) |

|              |           |  |
| Pusceddu 71’ | Marcatori |  |

| Arbitro: | Lombardo (Marsala) |

|             |           |  |
| Ekström 16’ | Marcatori |  |

| Arbitro: | Paparesta (Bari) |

|            |           |           |
| Barbuti 6’ | Marcatori | 7’ Júnior |

| Avellino 22 febbraio 1987 19ª giornata | Avellino          | 0 – 0 referto | Ascoli | Stadio Partenio\| Arbitro: \| Pairetto (Torino) \| |
| Arbitro:                               | Pairetto (Torino) |               |        |                                                    |

| Arbitro: | Redini (Pisa) |

|                                 |           |            |
| Vincenzi 55’ M. Giovannelli 61’ | Marcatori | 48’ Magrin |

| Arbitro: | Lanese (Messina) |

|                                     |           |                                     |
| S. Benedetti 20’ (aut.) Laudrup 34’ | Marcatori | 44’ (aut.) N. Caricola 51’ Pusceddu |

| Como 15 marzo 1987 22ª giornata | Como               | 0 – 0 referto | Ascoli | Stadio Giuseppe Sinigaglia\| Arbitro: \| Sguizzato (Verona) \| |
| Arbitro:                        | Sguizzato (Verona) |               |        |                                                                |

| Arbitro: | Casarin (Milano) |

|                |           |  |
| G. Iachini 50’ | Marcatori |  |

| Arbitro: | Lo Bello (Siracusa) |

|                             |           |               |
| Berti 25’ Destro 64’ (aut.) | Marcatori | 90’ Scarafoni |

| Arbitro: | Redini (Pisa) |

|  |           |                 |
|  | Marcatori | 72’ S. Fontolan |

| Arbitro: | Pezzella (Frattamaggiore) |

|  |           |            |
|  | Marcatori | 46’ Cerezo |

| Arbitro: | Paparesta (Bari) |

|                     |           |                |
| Desideri 49’ (rig.) | Marcatori | 40’ G. Iachini |

| Arbitro: | Pieri (Genova) |

|                 |           |  |
| D. Agostini 42’ | Marcatori |  |

| Arbitro: | D'Elia (Salerno) |

|            |           |                                    |
| Gritti 43’ | Marcatori | 63’ (aut.) Bonometti 87’ Scarafoni |

| Arbitro: | Frigerio (Milano) |

|             |           |                  |
| Barbuti 54’ | Marcatori | 10’ A. Carnevale |

### Coppa Italia

#### Quarto girone
| Arbitro: | Pairetto (Torino) |

|                           |           |               |
| F. Romano 15’ Salvadè 83’ | Marcatori | 62’ Scarafoni |

| Arbitro: | Pucci (Firenze) |

|                            |           |               |
| G. Iachini 36’ Barbuti 58’ | Marcatori | 44’ Laraspata |

| Arbitro: | Sguizzato (Verona) |

|                          |           |  |
| Melli 17’ Bortolazzi 89’ | Marcatori |  |

| Arbitro: | Bergamo (Livorno) |

|              |           |  |
| Vincenzi 57’ | Marcatori |  |

| Arbitro: | Redini (Pisa) |

|               |           |                      |
| Trifunovic 8’ | Marcatori | 83’ (rig.) F. Baresi |

### Coppa Mitropa
| Arbitro: | Drigan |

|                       |           |           |
| Greco 16’ Iachini 43’ | Marcatori | 67’ Njari |

| Arbitro: | Matejcek |

|                   |           |  |
| Bonomi 85’ (rig.) | Marcatori |  |

## Statistiche

### Statistiche di squadra
| Competizione  | Punti | In casa | In casa | In casa | In casa | In casa | In casa | In trasferta | In trasferta | In trasferta | In trasferta | In trasferta | In trasferta | Totale | Totale | Totale | Totale | Totale | Totale | DR  |
| Competizione  | Punti | G       | V       | N       | P       | Gf      | Gs      | G            | V            | N            | P            | Gf           | Gs           | G      | V      | N      | P      | Gf     | Gs     | DR  |
| ------------- | ----- | ------- | ------- | ------- | ------- | ------- | ------- | ------------ | ------------ | ------------ | ------------ | ------------ | ------------ | ------ | ------ | ------ | ------ | ------ | ------ | --- |
| Serie A       | 24    | 15      | 4       | 5       | 6       | 8       | 14      | 15           | 3            | 5            | 7            | 10           | 19           | 30     | 7      | 10     | 13     | 18     | 33     | -15 |
| Coppa Italia  | 5     | 3       | 2       | 1       | 0       | 4       | 2       | 2            | 0            | 0            | 2            | 1            | 4            | 5      | 2      | 1      | 2      | 5      | 6      | -1  |
| Coppa Mitropa |       | 2       | 2       | 0       | 0       | 3       | 1       | -            | -            | -            | -            | -            | -            | 2      | 2      | 0      | 0      | 3      | 1      | +2  |
| Totale        |       | 20      | 8       | 6       | 6       | 15      | 17      | 17           | 3            | 5            | 9            | 11           | 23           | 37     | 11     | 11     | 15     | 26     | 40     | -14 |

### Statistiche dei giocatori
| Giocatore      | Serie A  | Serie A | Serie A     | Serie A    | Coppa Italia | Coppa Italia | Coppa Italia | Coppa Italia | Totale   | Totale | Totale      | Totale     |
| Giocatore      | Presenze | Reti    | Ammonizioni | Espulsioni | Presenze     | Reti         | Ammonizioni  | Espulsioni   | Presenze | Reti   | Ammonizioni | Espulsioni |
| -------------- | -------- | ------- | ----------- | ---------- | ------------ | ------------ | ------------ | ------------ | -------- | ------ | ----------- | ---------- |
| P. Agabitini   | 1        | 0       | ?           | ?          | ?            | ?            | ?            | ?            | 1+       | 0+     | ?           | ?          |
| D. Agostini    | 12       | 1       | ?           | ?          | ?            | ?            | ?            | ?            | 12+      | 1+     | ?           | ?          |
| M. Barbuti     | 23       | 4       | ?           | ?          | ?            | ?            | ?            | ?            | 23+      | 4+     | ?           | ?          |
| S. Benedetti   | 26       | 0       | ?           | ?          | ?            | ?            | ?            | ?            | 26+      | 0+     | ?           | ?          |
| F. Bonomi      | 25       | 0       | ?           | ?          | ?            | ?            | ?            | ?            | 25+      | 0+     | ?           | ?          |
| L. Brady       | 17       | 0       | ?           | ?          | ?            | ?            | ?            | ?            | 17+      | 0+     | ?           | ?          |
| G. Carillo     | 19       | 0       | ?           | ?          | ?            | ?            | ?            | ?            | 19+      | 0+     | ?           | ?          |
| C. Cimmino     | 9        | 0       | ?           | ?          | ?            | ?            | ?            | ?            | 9+       | 0+     | ?           | ?          |
| R. Corti       | 2        | -1      | ?           | ?          | ?            | ?            | ?            | ?            | 2+       | -1+    | ?           | ?          |
| A. Dell'Oglio  | 21       | 0       | ?           | ?          | ?            | ?            | ?            | ?            | 21+      | 0+     | ?           | ?          |
| F. Destro      | 25       | 0       | ?           | ?          | ?            | ?            | ?            | ?            | 25+      | 0+     | ?           | ?          |
| M. Giovannelli | 11       | 1       | ?           | ?          | ?            | ?            | ?            | ?            | 11+      | 1+     | ?           | ?          |
| G. Greco       | 11       | 1       | ?           | ?          | ?            | ?            | ?            | ?            | 11+      | 1+     | ?           | ?          |
| G. Iachini     | 27       | 3       | ?           | ?          | ?            | ?            | ?            | ?            | 27+      | 3+     | ?           | ?          |
| A. Marchetti   | 16       | 0       | ?           | ?          | ?            | ?            | ?            | ?            | 16+      | 0+     | ?           | ?          |
| A. Pazzagli    | 29       | -32     | ?           | ?          | ?            | ?            | ?            | ?            | 29+      | -32+   | ?           | ?          |
| C. Perrone     | 18       | 0       | ?           | ?          | ?            | ?            | ?            | ?            | 18+      | 0+     | ?           | ?          |
| V. Pusceddu    | 25       | 2       | ?           | ?          | ?            | ?            | ?            | ?            | 25+      | 2+     | ?           | ?          |
| L. Scarafoni   | 19       | 2       | ?           | ?          | ?            | ?            | ?            | ?            | 19+      | 2+     | ?           | ?          |
| A. Trifunovic  | 20       | 0       | ?           | ?          | ?            | ?            | ?            | ?            | 20+      | 0+     | ?           | ?          |
| F. Vincenzi    | 20       | 2       | ?           | ?          | ?            | ?            | ?            | ?            | 20+      | 2+     | ?           | ?          |